# Jezioro Głębokie (gmina Cybinka)
Głębokie (niem. Glambach See) – jezioro na Równinie Torzymskiej, położone w województwie lubuskim, w powiecie słubickim, w gminie Cybinka.

## Charakterystyka
Jezioro położone wśród lasów, około 1 km na północny wschód od miejscowości Koziczyn. Jezioro posiada wydłużoną misę o nieregularnych kształtach, brzegi trudno dostępne, porośnięte gęstą roślinnością. W przyszłości planowane jest utworzenie na jego terenie plaży dla mieszkańców gminy Cybinka.